# Le Mesge
Le Mesge település Franciaországban, Somme megyében. Lakosainak száma 148 fő (2022. január 1.). Le Mesge Fourdrinoy, Cavillon, Quesnoy-sur-Airaines, Riencourt és Soues községekkel határos.

## Népesség
A település népességének változása:
| Lakosok száma | 184  | 179  | 183  | 176  | 168  | 161  | 153  | 148  | 148  |
|               | 2013 | 2015 | 2016 | 2017 | 2018 | 2019 | 2020 | 2021 | 2022 |